# 加赫克湖
62°29′N 35°3′E / 62.483°N 35.050°E
加赫克湖（俄语：Гахкозеро），是俄羅斯的湖泊，位於該國西北部，由卡累利阿共和國負責管轄，長5.4公里、寬1.5公里，面積5.1平方公里，海拔高度56米，集水區面積16.7平方公里，平均水深7.1米，最大水深15.5米。